# Тушнур
Тушну́р (рос. Тушнур, марій. Тушнур) — присілок у складі Новотор'яльського району Марій Ел, Росія. Входить до складу Чуксолинського сільського поселення.

## Населення
Населення — 252 особи (2010; 241 у 2002).
Національний склад (станом на 2002 рік):
- марійці — 100 %